# Eliminatoria al Torneo Sub-20 de la Concacaf 2003
La Eliminatoria al Torneo Sub-20 de la Concacaf 2003 fue la fase clasificatoria que disputaron los equipos de América Central y el Caribe para clasificar al torneo principal rumbo al mundial de la categoría a celebrarse en los Emiratos Árabes Unidos.
Participaron 18 selecciones caribeñas y 5 centroamericanas disputando 4 plazas para la fase final del torneo a disputarse en Panamá y en los Estados Unidos.

## Zona Caribeña

### Ronda Preliminar
| Equipo 1                       | Agr.  | Equipo 2               | Ida | Vuelta |
| ------------------------------ | ----- | ---------------------- | --- | ------ |
| Aruba                          | 0–3   | Antillas Neerlandesas  | 0–0 | 0–3    |
| Surinam                        | 4–0   | Guyana                 | 4–0 | 0–0    |
| Islas Vírgenes Estadounidenses | 0–12  | San Cristóbal y Nieves | 0–8 | 0–4    |
| República Dominicana           | 2–3   | Haití                  | 1–1 | 1–2    |
| Anguila                        | w.o.1 | Santa Lucía            | –   | –      |

1- Anguila abandonó el torneo.

### Fase de grupos

#### Grupo A
Todos los partidos se jugaron en Surinam.
| País                  | J | G | E | P | GF | GC | GD | Pts |
| --------------------- | - | - | - | - | -- | -- | -- | --- |
| Trinidad y Tobago     | 3 | 2 | 0 | 1 | 6  | 2  | +4 | 6   |
| Surinam               | 3 | 2 | 0 | 1 | 4  | 5  | –1 | 6   |
| Barbados              | 3 | 1 | 0 | 2 | 4  | 4  | 0  | 3   |
| Antillas Neerlandesas | 3 | 1 | 0 | 2 | 4  | 7  | –3 | 3   |

|  | Trinidad y Tobago     | 1–0 | Barbados              |
|  | Surinam               | 2–1 | Antillas Neerlandesas |
|  | Antillas Neerlandesas | 2-1 | Trinidad y Tobago     |
|  | Barbados              | 0–2 | Surinam               |
|  | Trinidad y Tobago     | 4–0 | Surinam               |
|  | Barbados              | 4–1 | Antillas Neerlandesas |

#### Grupo B
| País         | J                  | G                  | E                  | P                  | GF                 | GC                 | GD                 | Pts                |
| ------------ | ------------------ | ------------------ | ------------------ | ------------------ | ------------------ | ------------------ | ------------------ | ------------------ |
| Jamaica      | 2                  | 2                  | 0                  | 0                  | 9                  | 2                  | +7                 | 6                  |
| Islas Caimán | 2                  | 1                  | 0                  | 1                  | 2                  | 3                  | –1                 | 3                  |
| Puerto Rico  | 2                  | 0                  | 0                  | 2                  | 1                  | 7                  | –6                 | 0                  |
| Montserrat   | Abandonó el Torneo | Abandonó el Torneo | Abandonó el Torneo | Abandonó el Torneo | Abandonó el Torneo | Abandonó el Torneo | Abandonó el Torneo | Abandonó el Torneo |

|  | Puerto Rico  | 0-1 | Islas Caimán |
|  | Jamaica      | 6–1 | Puerto Rico  |
|  | Islas Caimán | 1–3 | Jamaica      |

#### Grupo C
Todos los partidos se jugaron en San Cristóbal y Nieves. Antigua y Barbuda fue descalificado, ya que en teoría iba a ser la sede del grupo pero la información llegó tarde para tener el campo disponible para jugar.
| País                   | J | G | E | P | GF | GC | GD  | Pts |
| ---------------------- | - | - | - | - | -- | -- | --- | --- |
| Haití                  | 2 | 2 | 0 | 0 | 13 | 1  | +12 | 6   |
| San Cristóbal y Nieves | 2 | 1 | 0 | 1 | 7  | 5  | +2  | 3   |
| Bahamas                | 2 | 0 | 0 | 2 | 1  | 15 | –14 | 0   |

|  | Bahamas                | 0-7 | San Cristóbal y Nieves |
|  | Haití                  | 8–1 | Bahamas                |
|  | San Cristóbal y Nieves | 0–5 | Haití                  |

#### Grupo D
| País        | J | G | E | P | GF | GC | GD  | Pts |
| ----------- | - | - | - | - | -- | -- | --- | --- |
| Cuba        | 3 | 3 | 0 | 0 | 13 | 2  | +11 | 9   |
| Dominica    | 3 | 2 | 0 | 1 | 4  | 4  | 0   | 6   |
| Granada     | 3 | 1 | 0 | 2 | 3  | 4  | –1  | 3   |
| Santa Lucía | 3 | 0 | 0 | 3 | 2  | 12 | –10 | 0   |

|  | Granada     | 3-0 | Santa Lucía |
|  | Cuba        | 3–1 | Dominica    |
|  | Santa Lucía | 1–2 | Dominica    |
|  | Cuba        | 3–0 | Granada     |
|  | Santa Lucía | 1–7 | Cuba        |
|  | Dominica    | 1–0 | Granada     |

### Ronda Final
| Equipo 1          | Agr. | Equipo 2 | Ida | Vuelta |
| ----------------- | ---- | -------- | --- | ------ |
| Trinidad y Tobago | 1–3  | Cuba     | 0–0 | 1–3    |
| Jamaica           | 1–2  | Haití    | 1–2 | 0–0    |

## Zona Centroamericana
| País        | J | G | E | P | GF | GC | GD  | Pts |
| ----------- | - | - | - | - | -- | -- | --- | --- |
| Guatemala   | 4 | 2 | 2 | 0 | 5  | 2  | +3  | 8   |
| El Salvador | 4 | 2 | 1 | 1 | 7  | 4  | +3  | 7   |
| Honduras    | 4 | 2 | 0 | 2 | 10 | 5  | +5  | 6   |
| Costa Rica  | 4 | 2 | 0 | 2 | 7  | 3  | +4  | 6   |
| Nicaragua   | 4 | 0 | 1 | 3 | 3  | 18 | –15 | 1   |

|  | Costa Rica  | 0-1 | Guatemala   |
|  | El Salvador | 2–1 | Honduras    |
|  | Guatemala   | 0–0 | El Salvador |
|  | Honduras    | 6–0 | Nicaragua   |
|  | El Salvador | 5–2 | Nicaragua   |
|  | Honduras    | 2–0 | Costa Rica  |
|  | Guatemala   | 3–1 | Honduras    |
|  | Nicaragua   | 0–6 | Costa Rica  |
|  | Guatemala   | 1–1 | Nicaragua   |
|  | El Salvador | 0–1 | Costa Rica  |

## Clasificados al Torneo Sub-20
| - Cuba - El Salvador | - Guatemala - Haití |